# Crkva Presvetog Srca Isusova u Šurkovcu
Crkva Presvetog Srca Isusova katolička je župna crkva u Šurkovcu, u općini Prijedor u Bosni i Hercegovini.
Na širem području Šurkovca, katoličanstvo se spominje od srednjeg vijeka. Sjedište župe bilo je Vodičevo pa nakon progona Turaka Volar, a župni stan je u Šurkovcu od 1801. godine. Početkom osamdesetih godina 19. stoljeća uz župni stan podignuta je crkva i župnik je sagradio školu u kojoj je sam podučavao. U blizini tadašnje crkve sagrađeni su nova crkva i kuća za župnika od 1936. do 1942. godine, a brzo nakon završetka obje su izgorjele u Drugom svjetskom ratu. Nova crkva devastirana je u Ratu u Bosni i Hercegovini devedesetih. 
Godine 1998. sagrađena je manja crkva. Velika sadašnja crkva Presvetog Srca Isusova također s dva tornja ponovno je sagrađena i svečano blagoslovljena 11. kolovoza 2012. godine. Župom upravljaju franjevci Bosne Srebrene, a župnik od 2009. godine je karizmatik Ivo Pavić, koji na svojim molitvenim susretima okuplja desetke tisuća ljudi.